# Drosophila quadrilineata (artundergrupp)
Drosophila quadrilineata är en artundergrupp inom släktet Drosophila, undersläktet Drosophila och artgruppen Drosophila immigrans. Artundergruppen består av 22 arter.

## Arter inom artgruppen
- Drosophila annulipes
- Drosophila circumdata
- Drosophila clarinervis
- Drosophila eminentiula
- Drosophila flavimedifemur
- Drosophila flavitibiae
- Drosophila hexastriata
- Drosophila lineata
- Drosophila lineolata
- Drosophila nigridentata
- Drosophila nigrilineata
- Drosophila notostriata
- Drosophila nullilineata
- Drosophila obscurinervis
- Drosophila pentastriata
- Drosophila pseudotetrachaeta
- Drosophila quadrilineata
- Drosophila quinquestriata
- Drosophila senticosa
- Drosophila tetrachaeta
- Drosophila tetravittata
- Drosophila wangi